# 장세평
장세평(張世平, ? ~ ?)은 중국 후한(後漢) 말기에 중산국(中山國) 주변에서 활동하던 상인으로, 소쌍(蘇雙)과 함께 유비(劉備)에게 군자금과 말을 지원해 유비가 의병 조직을 결성할 수 있게 도와주었다.

## 《삼국지연의》에서의 장세평
유비(劉備), 관우(關羽), 장비(張飛)에게 군자금과 말, 철을 지원해 의병 조직을 결성할 수 있도록 도와주었으며, 유비, 관우 장비의 무기인 쌍고검(雙股劍) 혹은 자웅일대검(雌雄一對劍), 청룡언월도(靑龍偃月刀), 장팔사모(丈八蛇矛)의 제조를 도왔다.